# Nästan allt
Nästan Allt är ett hopplock från tidigare demos av Rolands Gosskör, förutom spår 12 och 13 som blev inspelade för den här CDn i Micke Borghs studio AceTone i maj 2005. CD:n släpptes 2005 i 500 ex.

## Låtförteckning
| Nr  | Titel                         | Noteringar          |  |
| --- | ----------------------------- | ------------------- |  |
| 1.  | FBU                           | Singel 1983         |  |
| 2.  | Dom Låser Din Dörr            | Singel 1983         |  |
| 3.  | Totte                         | Singel 1983         |  |
| 4.  | Bli En Man                    | Singel 1983         |  |
| 5.  | Behov                         | Singel 1984         |  |
| 6.  | Riv Alla Murar                | Singel 1984         |  |
| 7.  | Bollkontroll                  | Singel 1984         |  |
| 8.  | Långt Härifrån                | Studioinspelad 1986 |  |
| 9.  | Ballade Om Den Svarte Piraten | Singel 1984         |  |
| 10. | Adam och Eva                  | Singel 1984         |  |
| 11. | Jag Idealist                  | SamlingsCD 1999     |  |
| 12. | LTO                           | Studioinspelad 2005 |  |
| 13. | Pang Pang Pojkar              | Studioinspelad 2005 |  |
| 14. | Gossen Franco                 | Studioinspelad 1980 |  |
| 15. | Maktbegär                     | Studioinspelad 1980 |  |
| 16. | Förena Oss                    | Studioinspelad 1980 |  |
| 17. | Köpmännens Våld               | Studioinspelad 1980 |  |
| 18. | Våldet Ökar                   | Studioinspelad 1980 |  |
| 19. | FBU                           | Studioinspelad 1980 |  |
| 20. | Bli En Man                    | Studioinspelad 1980 |  |
| 21. | Den Sista Dagen (Ver-1)       | Studioinspelad 1979 |  |
| 22. | Massmedians Jakt              | Studioinspelad 1979 |  |
| 23. | Kåta Karl Gustaf              | Studioinspelad 1979 |  |
| 24. | BSS                           | Studioinspelad 1979 |  |
| 25. | Svante                        | Studioinspelad 1979 |  |
| 26. | Gossen Franco                 | Studioinspelad 1979 |  |
| 27. | Maktbegär                     | Studioinspelad 1979 |  |
| 28. | Stjärnorna Glittrade          | Studioinspelad 1985 |  |